# Noche de los puentes
La Operación Markolet (más conocida como la Noche de los Puentes), fue una operación de sabotaje del Haganá en la noche del 16 al 17 de junio de 1946 en el Mandato Británico de Palestina. Su objetivo era destruir los once puentes que unían el Mandato con los países vecinos, Líbano, Siria, Transjordania y Egipto, con el fin de inmovilizar su transporte.
La operación Merkolet fue la más grande y completa operación del Haganá en el marco de la Resistencia Unida, y también fue la definitiva. El éxito de la operación dio lugar a desconectar temporalmente la ruta de los suministros utilizados por los británicos.
Sólo uno de los operativos falló: hubo 14 víctimas mortales y 5 heridos del Palmaj en el puente sobre el río Kziv. Las otras operaciones tuvieron éxito, sin lesiones.
Para disimular y proteger las operaciones reales, y para confundir al ejército británico, alrededor de 50 operaciones de desvío y emboscadas se llevaron a cabo en todo el territorio durante la misma noche. Los miembros del Palmaj pudieron regresar fácilmente debido a la confusión general.

## Preparativos
La Haganá comenzó los preparativos entre los meses de enero y febrero de 1946. En primer lugar, la SHAI (Servicio de Inteligencia del Hagana) y patrullas de las fuerzas del Palmaj, realizaron el programa para llevar a cabo la operación. Comenzaron a detectar, fotografiar y medir los objetivos, así como también explorar el posible acceso y vías de evacuación. Estaban disimulados como amantes para disfrutar de la naturaleza o como excursionistas. Originalmente, la operación debería haber tenido lugar en mayo, pero debido a razones políticas se pospuso. El liderazgo político prohibió un ataque a tres objetivos.

## Objetivos
Los planificadores sabían que la operación no podría causar graves daños y que se tardaría algunas semanas para que las conexiones vuelvan a ser restauradas. Los verdaderos objetivos fueron:
- Demostración de la capacidad del Haganá para operar en todo el país, incluso en zonas desiertas o en centros de población Árabe;
- Demostración de la capacidad de operaciones de sabotaje al ejército británico;
- Demostración de la capacidad de la Haganá para desalentar a los ejércitos vecinos a participar en futuros enfrentamientos;
- Dañar el prestigio del ejército británico como la fuerza más poderosa en el Medio Oriente y deteriorar la legitimidad del Mandato Británico;
- Fortalecimiento y fomento de la población judía en Eretz Israel, proyectando a la Haganá como algo tan activo como el Irgún y el Lehi.

## Resultado
Los objetivos se alcanzaron completamente. La Haganá pudo ejecutar objetivos estratégicos simultáneos. Como medida de precaución los ejércitos sirios, libaneses y de Trans-Jordania se pusieron en estado de alerta, y las fronteras fueron cerradas. El Mandato Británico perdió mucho de su prestigio y sufrió un daño de 250.000 libras esterlinas.

### Objetivos
| Puente              | tipo        | hacia    | coordenadas                                   | detalles |
| ------------------- | ----------- | -------- | --------------------------------------------- | --- |
| Nahal Ayyun, Metula | Carretera   | Líbano   | 33°17′0″N 35°34′52″E / 33.28333, 35.58111     | inutilizado, |
| NO de Metula        | Carretera   | Líbano   | 33°17′14″N 35°33′58″E / 33.28722, 35.56611    | ejecutado, |
| Nahal Akhziv        | Carretera   | Líbano   | 33°03′02″N 35°06′11.5″E / 33.05056, 35.103194 | el comando fue descubierto, los explosivos fueron puestos bajo el fuego, la operación falló, 14 muertos y 5 heridos, |
| Nahal Akhziv        | Ferrocarril | Líbano   | 33°03′02″N 35°06′15.5″E / 33.05056, 35.104306 | el comando fue descubierto, los explosivos fueron puestos bajo el fuego, la operación falló, 14 muertos y 5 heridos, |
| Vado de Jacob       | Carretera   | Siria    | 33°0′37″N 35°37′42″E / 33.01028, 35.62833     | ejecutado, |
| Río Yarmuk          | Ferrocarril | Siria    | 32°40′47″N 35°38′58″E / 32.67972, 35.64944    | inutilizado, |
| Sheikh Hussein      | Carretera   | Jordania | 32°29′49″N 35°34′32″E / 32.49694, 35.57556    | ejecutado, |
| Damiya (Adam)       | Carretera   | Jordania | 32°06′10″N 35°32′06″E / 32.10278, 35.53500    | ejecutado, |
| Puente Allenby      | Carretera   | Jordania | 31°52′28″N 35°32′26″E / 31.87444, 35.54056    | el comando fue descubierto, los explosivos fueron puestos bajo el fuego,                                             |
| Río Habesor, Gaza   | Carretera   | Egipto   | 31°27′20″N 34°24′53″E / 31.45556, 34.41472    | el comando fue descubierto, los explosivos fueron puestos bajo el fuego,                                             |
| Río Habsor, Gaza    | Ferrocarril | Egipto   | 31°27′27″N 34°24′44″E / 31.45750, 34.41222    | el comando fue descubierto, los explosivos fueron puestos bajo el fuego,                                             |

Después de los ataques, el ejército británico comenzó las investigaciones en los asentamientos cercanos a los objetivos destruidos con la esperanza de encontrar escondites de armas. Dos semanas después, el 29 de junio de 1946 la Operación Agatha se puso en marcha con el objetivo de captar a muchos de los miembros del Palmaj. Durante dicha acción sorpresa, más de 2.700 judíos fueron detenidos, entre ellos los principales dirigentes de la Haganá. Los británicos descubrieron documentos importantes que demostraban el papel de la de la Resistencia Unificada, que se conservaban en el Hotel Rey David en Jerusalén. Eso llevó más tarde al Atentado al Hotel Rey David.
- Datos: Q2917304